# جي أو (مغني)
جي أو (هانغل: 지오) (من مواليد 06 نوفمبر 1987 في سيئول، كوريا الجنوبية) هو مغني كوري جنوبي بدأ مسيرته الفنية عام 2009. وهو عضو في فرقة إمبلاك.

## روابط خارجية
- جي أو على موقع ميوزك برينز (الإنجليزية)
- جي أو على موقع ديسكوغز (الإنجليزية)